# Арендт, Вальтер
Ва́льтер А́рендт (нем. Walter Arendt; 17 января 1925, Хамм — 7 марта 2005, Борнхайм) — немецкий профсоюзный деятель и политик, член СДПГ. Федеральный министр труда и общественного порядка в 1969—1976 годах.

## Биография
Отец Вальтера Арендта был шахтёром и умер молодым от силикоза. Окончив народную и профессиональную школу, выучился на шахтёра и работал по профессии. В 1939—1947 годах работал по направлению Имперской службы труда и служил на фронте. В 1946 году Арендт вступил в СДПГ, в 1968—1979 годах входил в состав правления партии, в 1973—1979 годах — в состав президиума СДПГ. В 1947—1949 годах проучился год в Академии труда во Франкфурте-на-Майне и Академии коллективного хозяйства в Гамбурге. В 1948—1955 годах работал на различных руководящих должностях в профсоюзе IG Bergbau und Energie в Бохуме. Сложил полномочия в связи с назначением федеральным министром труда и общественного порядка в 1969 году.
В 1961—1980 годах был депутатом бундестага, в 1976—1980 годах занимал должность заместителя председателя фракции СДПГ. В 1961—1970 годах избирался также депутатом Европейского парламента.
22 октября 1969 года Арендт был назначен федеральным министром труда и общественного порядка в правительстве под руководством Вилли Брандта и сохранил эту должность при новом федеральном канцлере Гельмуте Шмидте. После конфликта между правительством и фракцией СДПГ по поводу повышения размеров пенсионных пособий Вальтер Арендт заявил о своей отставке непосредственно перед выборами в бундестаг 1976 года и сложил свои полномочия 14 декабря 1976 года.